# Davide Biondini
Pour les articles homonymes, voir Biondini.
Davide Biondini (né le 24 janvier 1983 à Longiano, dans la province de Forlì-Cesena, en Émilie-Romagne) est un footballeur international italien évoluant au poste de milieu de terrain.

## Biographie
Davide Biondini fait ses premiers pas dans les équipes de jeunes de l'AC Cesena. Il débute chez les professionnels lors de la saison 2001-02, en Serie C1. À 18 ans, le gamin se fait une petite place dans l'équipe titulaire en jouant 21 matchs. L'équipe termine 8e. Il confirme ses dispositions la saison suivante, où il marque ses deux premiers buts en professionnels en 24 matchs. L'équipe, 3e, ne perd qu'en demi-finale de play-off contre le Pise Calcio (0-1, 1-1).
À l'été 2003, Davide Biondini passe au Vicence Calcio en copropriété, ardemment demandé par Giuseppe Iachini, son entraîneur à Cesena. L'équipe évolue en Serie B. L'équipe fera un médiocre championnat mais Davide Biondini sera l'un des joueurs les plus utilisés : 41 matchs et 1 but. Sa deuxième saison sera moins réussie (22 matchs pour 1 but) mais surtout l'équipe perd ses play-out contre l'US Triestina (0-2, 0-2) et est reléguée en Serie C1. L'équipe ne gardera sa place qu'après la condamnation du Genoa CFC et la radiation du Pérouse Calcio et de la Salernitana. Le Vicence Calcio rachète l'intégralité du contrat de Davide Biondini et le vend immédiatement à la Reggina Calcio pour la saison 2005-06. Biondini fait donc ses débuts en Serie A et totalise en fin de saison 28 matchs, après des débuts difficiles. L'équipe termine 13e.
À l'orée de la saison 2006-07, après avoir participé au Championnat d'Europe de football espoirs, il est acheté par le Cagliari Calcio, toujours en Serie A, et s'impose très vite au milieu de terrain, montrant beaucoup d'envie et de détermination sur son côté. Il joue 31 matchs et marque son premier but dans l'élite, l'équipe finit 17e et frôle la relégation. Il maintient ce niveau de performance la saison suivante (27 matchs, 1 but), l'équipe termine 14e et se sauve de justesse. 
Il ne s'affirme que durant la saison 2008-09, avec l'arrivée de Massimiliano Allegri, qui le rend plus central sur le terrain et met en valeur son abattage en milieu de terrain. Avec ses 30 matchs et 2 buts, il participe très activement à l'excellente saison du club sarde, 9e de Serie A. Sa saison 2009-10 confirme sa régularité au haut-niveau (34 matchs, 1 but) et en fait un des objectifs de transfert de quelques grands clubs italiens.
En août 2012, il est prêté avec option d'achat à l'Atalanta Bergame.
En janvier 2014, il est prêté avec option d'achat à Sassuolo.

## Équipe nationale
Davide Biondini a fait toutes les équipes nationales de jeunes, participant ainsi au Championnat d'Europe de football espoirs 2006.
Le 8 novembre 2009, il est convoqué pour la première fois en équipe d'Italie lors de la double confrontation contre les Pays-Bas et la Suède. Le 14 novembre, il rentre à la 70e minute de jeu du match contre les Pays-Bas à la place d'Angelo Palombo. Quatre jours plus tard, il est titulaire lors du match contre la Suède, fournissant une prestation solide. 
Il compte deux sélections jusqu'à maintenant.